# 前任攻略
《前任攻略》（英語：Ex-Files），2014年在中国大陆上映的爱情喜剧片，导演田羽生，主演韩庚、姚星彤、郑恺、王丽坤、李相烨、班嘉佳、张涵予。

## 剧情
新郎和新娘的婚礼宴会，人山人海，最精彩的是他们各自的前男友和前女友们，这些人表面上称兄道弟、和气睦睦，但是背后却吃醋、争锋。

## 演出
| 演员   | 角色   | 备注                       |
| 韩庚   | 孟云   | 男主角                     |
| 姚星彤 | 夏露   | 女主角                     |
| 郑恺   | 余飞   | 孟云好友                   |
| 王丽坤 | 罗茜   | 跟孟云大學認識，合夥開公司 |
| 张涵予 | 赵明   | 喜歡罗茜                   |
| 李相烨 | 朴恩浩 | 夏露前男友                 |
| 班嘉佳 | 小文   | 夏露閨蜜同事               |
| 关喆   | 新郎   | 初戀暗戀夏露               |
| 毛俊杰 | 新娘   | 孟云前女友之一             |
| 熊乃瑾 | 萌萌   | 孟云前女友之一             |
| 柳岩   | 尚丹   | 孟云前女友之一             |
| 麦迪娜 | 玲玲   | 孟云前女友之一             |
| 冷中易 | 小军   | 孟云、余飞的好朋友         |
| 苗青   | 同学   | 孟云的同学                 |
| 黄梦莹 | 女白领 | 新郎的前女友之一           |
| 张小觉 | 学生妹 | 新郎的前女友之一           |

## 曲目
| 类型   | 名字         | 演唱者 | 备注       |
| 主题曲 | 《那个女孩》 | 韩庚   |            |
| 片尾曲 | 《矜持》     | 姚贝娜 | 原唱：王菲 |

## 花絮
该片上映之初，票房每日500-600万，之后突破了一亿元大关。